# Yakuza 6: The Song of Life
Yakuza 6: The Song of Life (龍が如く6 命の詩, Ryū ga Gotoku 6: Inochi no Uta, lit. "Como um Dragão 6: Poema da Vida") é um jogo eletrônico de ação e aventura desenvolvido pelo Ryu Ga Gotoku Studio e publicado pela Sega. Sétimo título na franquia principal Yakuza, ele foi lançado primeiramente no Japão para PlayStation 4 em 2016. A versão em inglês foi lançada no Sudeste Asiático em março de 2018, e mundialmente no mês seguinte. Versões para Microsoft Windows e Xbox One foram lançadas em março de 2021. O jogo foi seguido por Yakuza Kiwami 2, remake de Yakuza 2, e o jogo seguinte da franquia principal, Yakuza: Like a Dragon, foi lançado em 2020.

## Jogabilidade
Yakuza 6 é um jogo de ação e aventura que se passa em um mundo aberto e jogado em perspectiva de terceira pessoa. Ele é similar a outros títulos Yakuza com sua exploração misturada com um estilo cartunesco de combate beat 'em up com física ragdoll. Yakuza 6 foi o primeiro jogo da série a usar o novo motor de jogo Dragon Engine, mais tarde também usado em Yakuza Kiwami 2 e no spin-off Judgment, que revitaliza a apresentação e mecânicas de combate dos jogos anteriores. Ele também conta com uma variante avançada do modo "Dragon Spirit" de Yakuza 5, chamado modo "Extreme Heat", onde Kiryu se torna resistente a empurrões e suas finalizações podem se tornar ações de "Heat" que causam muito dano. Além disso, assim como usado em Yakuza Kiwami 2, o jogo categoria pontos de experiência em diferentes tipos e o jogador pode conseguir vários aprimoramentos usando a experiência do tipo certo; pontos de experiência também podem ser adquiridos ao comer em restaurantes, apesar de que fazer isso aumenta a barra de fome, que limita a quantidade de comida que o jogador pode comer e que diminui com o tempo.
Ao contrário de Yakuza 4, Yakuza 5 e Yakuza 0, Kazuma Kiryu é o único personagem jogável em Yakuza 6. Além disso, ao contrário de Yakuza 0 e Yakuza Kiwami, Kiryu utiliza apenas um estilo de luta.

## Desenvolvimento
Yakuza 6 foi anunciado em 15 de setembro de 2015 na Tokyo Game Show durante a conferência da Sony como um exclusivo para PlayStation 4 e com uma data de lançamento de "outono de 2016". Toshihiro Nagoshi, projetista da série, confirmou que mais detalhes seriam revelados durante o resto do evento. Uma localização em chinês tradicional foi confirmada para a região da Ásia. Também foi anunciado que um dos personagens do jogo seria dublado por Beat Takeshi. Este é o primeiro jogo da série a usar o novo motor de jogo Dragon Engine.

### Locação

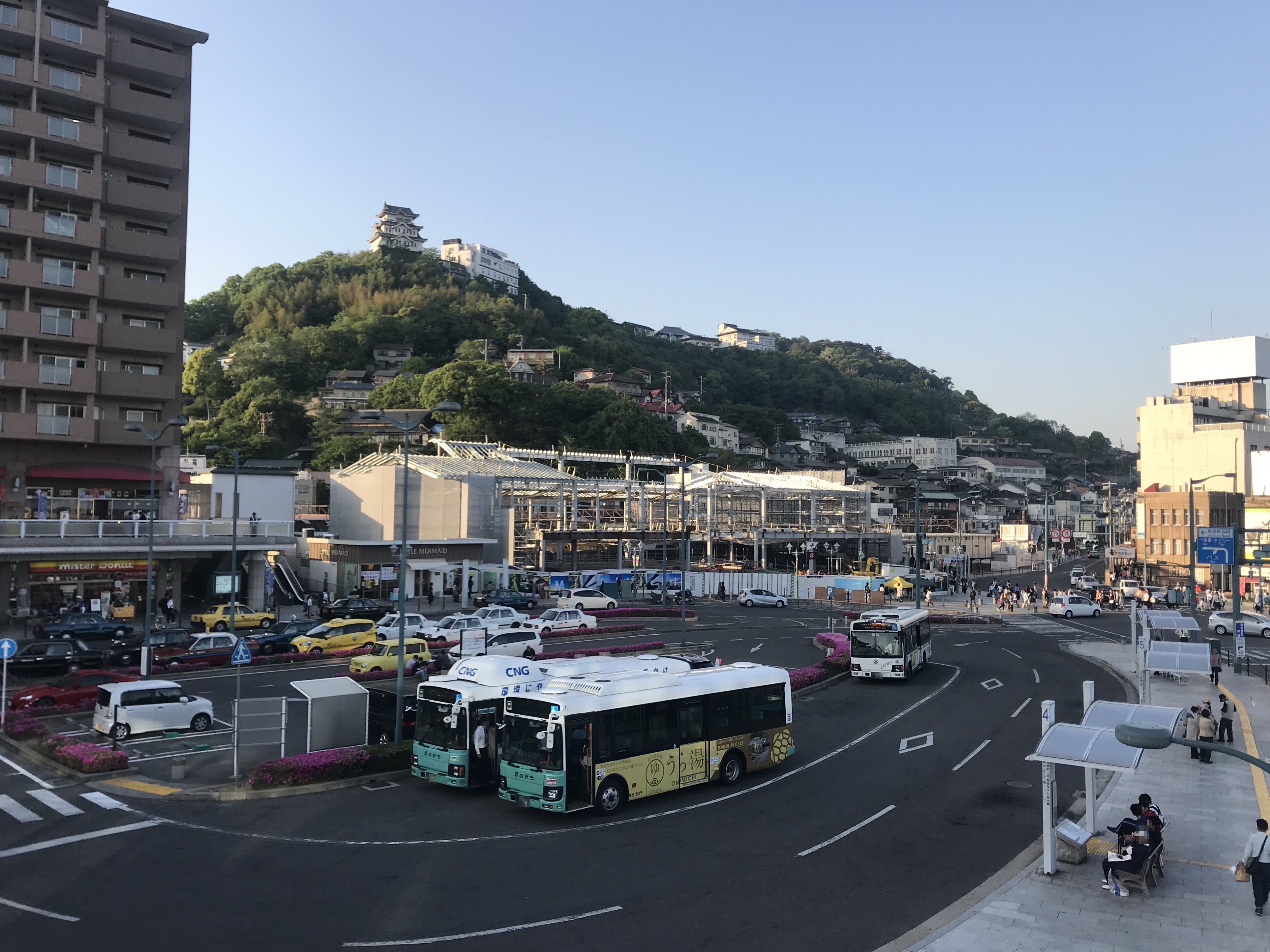
Onomichi (na foto) foi recriada em Yakuza 6 e manteve seu nome real, primeira cidade da série a receber esse tratamento

Yakuza 6 inclui a localização comum à toda a série, Kamurocho – uma versão ficcionalizada de Kabukichō, Tóquio, e uma nova cidade Onomichi, em Hiroshima. Onomichi se diferencia de outras cidades da série por ter o mesmo nome da cidade em que se baseia, com a área inclusa no jogo sendo uma recriação do distrito de Shingai da cidade.
O jogo também inclui Virtua Fighter 5: Final Showdown, Puyo Puyo, Out Run, Super Hang-On, Space Harrier e Fantasy Zone como jogos jogáveis em locais de jogo. Virtua Fighter 5: Final Showdown e Puyo Puyo também incluem modos de dois jogadores. Virtua Fighter 5: Final Showdown é baseado na Versão B do jogo, e Yakuza 6 é o único lançamento oficial dessa versão fora do Japão.
Em Yakuza 6, o orfanato de Kiryu, chamado "Sunshine Orphanage" nas versões ocidentais de jogos anteriores, foi renomeado para "Morning Glory", a tradução literal para inglês de seu nome em japonês, Asagao (アサガオ). O diretor de localização da série Yakuza, Scott Strichart, explicou que como Goro Majima tinha administrado um cabaré chamado "Sunshine" em Yakuza 0, seria coincidência demais que tanto Majima quanto Kiryu tivessem um lugar com o nome "Sunshine" como grande parte de suas vidas. Ele disse que se esse fosse o caso, provavelmente pareceria que Kiryu teria nomeado o orfanato como homenagem ao cabaré, o que seria muito inapropriado para seu personagem. Essa mudança foi mantida em relançamentos futuros de jogos anteriores.

### Personagens
Vários atores renomados dublam os personagens de Yakuza 6. Entre eles, Takeshi Kitano como Toru Hirose, Shun Oguri como Takumi Someya, Hiroyuki Miyasako como Tsuyoshi Nagumo, Tatsuya Fujiwara como Yuta Usamo (Miyasako e Fujiwara ambos sendo atores retornando depois de seus papéis em Yakuza 3) e Yoko Maki como Kiyomi Kasahara, bem como outros atores que já participavam da série Yakuza. O jogo também inclui os lutadores da New Japan Pro-Wrestling Hiroshi Tanahashi, Hiroyoshi Tenzan, Kazuchika Okada, Satoshi Kojima, Tetsuya Naito e Toru Yano, que dublam versão ficcionalizadas deles mesmos.

### Demo
A demo de Yakuza 6 foi lançada em 27 de fevereiro de 2018 na América do Norte, Europa e Austrália. A versão estadunidense foi retirada da PlayStation Store depois de a Sega perceber que havia acidentalmente lançado o jogo completo naquela região. As demos australiana e europeia foram retiradas da loja digital no dia seguinte, e todas as cópias gratuitas do jogo nos Estados Unidos tiveram sua licença digital revogada. Em 19 de março de 2018, a demo foi relançada na PlayStation Store.

## Recepção
De acordo com o agregador de críticas Metacritic, Yakuza 6: The Song of Life recebeu "críticas geralmente favoráveis", com uma nota média de 82, 83 e 87 de 100 em suas versões para Microsoft Windows, PlayStation 4 e Xbox One, respectivamente.
Jeffrey Parkin, da Polygon, considerou o jogo um ótimo "ponto de entrada para uma das franquias mais interessantes do [mundo dos] jogos", elogiando os resumos de jogos anteriores apresentados no meno principal para "introduzir pessoas importantes da vida do protagonista Kiryu". Edmond Tran da GameSpot, em uma análise positiva, elogiou as narrativas "cativantes [e] sinceras que permeiam todo o jogo" e a conclusão da história de Kazuma Kiryu, bem como a densidade do mundo do jogo. Entretanto, o redator criticou a apresentação visual "sem brilho" das subtramas e as atividades "picantes". Alex Avard, da GamesRadar+, deu uma nota quase perfeita ao jogo, elogiando a história "cinemática" e "madura" contada com "sofisticação" e "equilíbrio", o novo motor de jogo e as atividades opcionais mais "ricas e recompensadoras", criticando apenas o combate mais simples, que segundo o redator "pode parecer piorado para alguns."

### Vendas
Em sua primeira semana de vendas no Japão, Yakuza 6 vendeu 218.168 cópias. Combinado com o resto da Ásia, o jogo vendeu mais de 500 mil unidades até dezembro de 2016. Ele foi o terceiro jogo mais vendido no Reino Unido durante sua semana de estreia no mercado europeu, tornando esse o maior lançamento da série no país até então. Até junho de 2018, o jogo tinha vendido de 800 mil a 900 mil cópias mundialmente, com mercados estrangeiros responsáveis por cerca de metade das vendas.

### Prêmios
Yakuza 6 foi indicado para "Melhor Narrativa" e "Jogo do Ano para PlayStation" no Golden Joystick Awards de 2018. O jogo também foi indicado para o "Prêmio Tin Pan Alley de Melhor Música em um Jogo" no New York Game Awards.